# Francouzská Guyana
Francouzská Guyana (francouzsky Guyane française) je francouzský zámořský departement, zámořský region a zároveň zámořské území Evropské unie v Jižní Americe. Je nejrozlehlejším francouzským departementem, pozemní hranice má na západě se Surinamem a na jihu a východě s brazilským státem Amapá. Žije zde přibližně 288 tisíc obyvatel.
Oficiální francouzský název je Guyane. Přívlastek „francouzská“ je pouze hovorový, aby se zabránilo záměně s Britskou Guyanou (dnešní Guyana) a Nizozemskou Guyanou (dnešní Surinam).

## Historie
Francouzskou kolonií je od 17. století. Po pařížském míru roku 1763 vyslal francouzský král Ludvík XV. z Francie do Guyany 12 000 osadníků, ale většinu z nich zahubily tropické nemoci. Roku 1809 území obsadili Britové a Portugalci, ale už po roce 1814 bylo vráceno Francii. 
V letech 1854 až 1936 území fungovalo jako trestanecká kolonie pro těžké zločince (proslulé Ďábelské ostrovy). Většina z 80 000 trestanců deportovaných na Ďábelské ostrovy se do Francie nikdy nevrátila.

## Symboly
Francouzská Guyana, francouzské závislé území, užívá vedle francouzských symbolů i své vlastní.

### Vlajka
Vlajka fr. departementu Francouzská Guyana je vlajkou (symbolem) politické strany Mouvement de décolonisation et d'émancipation sociale - MDES (francouzsky Hnutí dekolonizace a sociální emancipace). Na vlajce je použito tzv. šikmé dělení, v pravé horní části zelené barvy, v levé dolní barvy žluté. Uprostřed je pěticípá červená hvězda.

## Geografie
Většina území je nížinatá, pokrytá tropickým deštným pralesem (81 % území). Pouze 6 % území je obydleno. Podnebí je subtropické až tropické, velmi vlhké.

### Významné řeky
- Maroni
- Oyapock

### Ostrovy
- Îles du Salut (Ostrovy spásy)
  - Île Royale (Královský ostrov)
  - Île Saint-Joseph (Svatý Josef)
  - Île du Diable (Ďábelský ostrov)

### Hory
- Bellevue de l'Inini (851 m n. m.)
- Sommet Tabulaire (830 m n. m.)
- Mitaraka (690 m n. m.)
- Mont Saint-Marcel (635 m n. m.)

## Obyvatelstvo
Obyvatelé jsou zejména černoši, mulati, míšenci a indiáni. 60 % jsou kreolové a více než 10 % obyvatel je původem z kontinentální Francie.

## Hospodářství
Obyvatelstvo Francouzské Guyany se nejvíce věnuje zemědělství, dobytkářství, těžbě dřeva, zlata, bauxitu, výrobě rumu a úpravě kůže. Hospodářství je velmi zaostalé. Průmysl a železniční doprava neexistují.
Země je významná svým kosmodromem ve městě Kourou (Guyanské kosmické centrum), z něhož startují rakety Ariane 6 a Vega evropské kosmické agentury ESA. Používá se také k některým startům ruské rakety Sojuz.

## Správa území
Guyana je francouzským departementem (č. 973). Nejvyšším správním orgánem je 51členný Assemblée de Guyane (parlament), který byl ustanoven 18. prosince 2015 a který spravuje záležitosti jak na úrovni regionu, tak i departementu. Přenesení regionálních a departementních pravomocí na tento parlament znamená, že v rámci administrativně-správního dělení Francouzské republiky má Guyana postavení tzv. collectivité territoriale unique (volný český překlad jednotné územní společenství). Francouzská Guyana je jedním z nejvzdálenějších regionů Evropské unie.
Administrativně je rozdělena do 2 arrondisementů (Cayenne a Saint-Laurent-du-Maroni), které sestávají z 22 obcí. Arrondisementy slouží především k administraci voličů a statistice a nemají žádné zastupitelstvo, zatímco obce jsou samosprávné s voleným zastupitelstvem (rada obce). Hlavou Guyany, která je plnoprávnou součástí Francie, je francouzský prezident. Po prezidentovi je nejvyšším představitelem předseda parlamentu (francouzsky Président de l'assemblée de Guyane). Guyana má 2 zástupce v dolní komoře francouzského parlamentu (Národní shromáždění) a 2 v horní komoře (Senát).

## Galerie

Topografická mapa Guyany
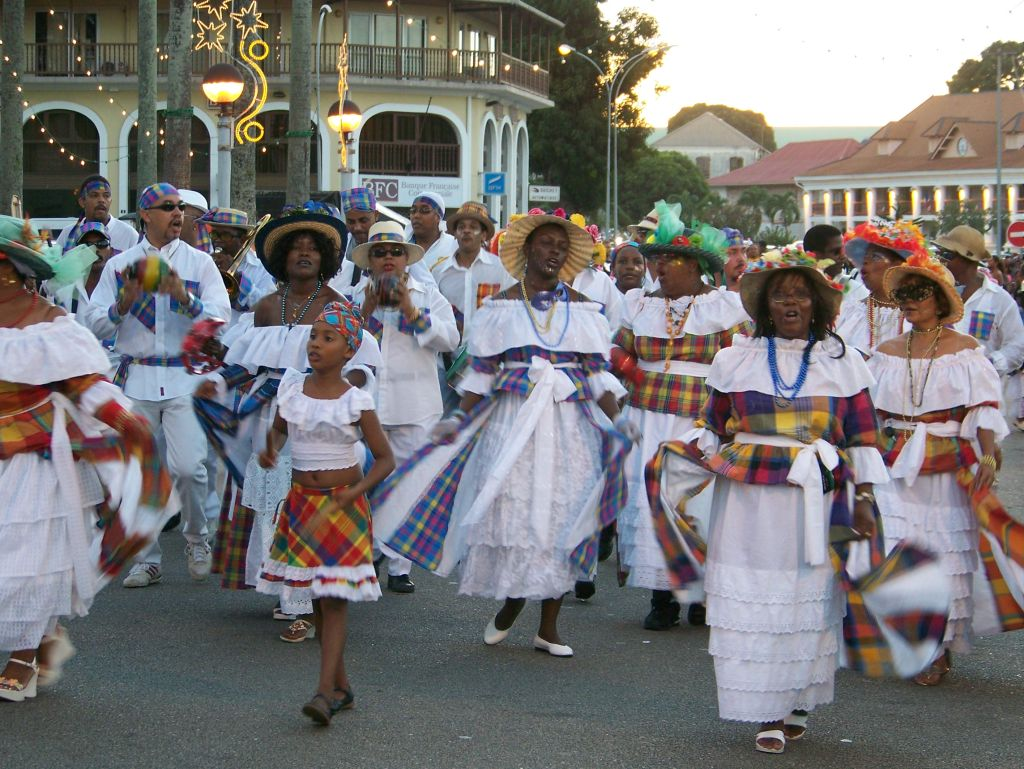
Karneval v Cayenne
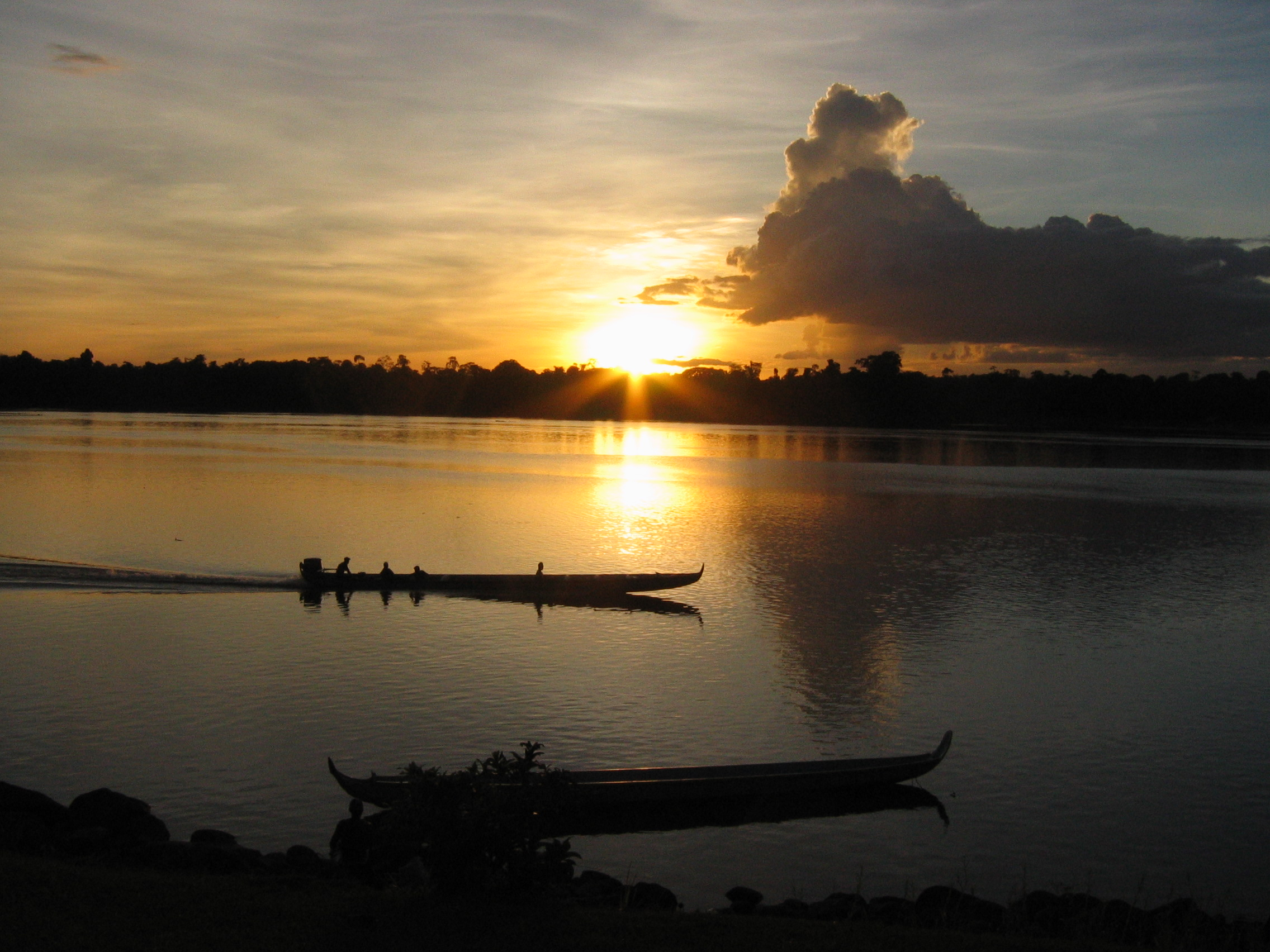
Řeka Maroni
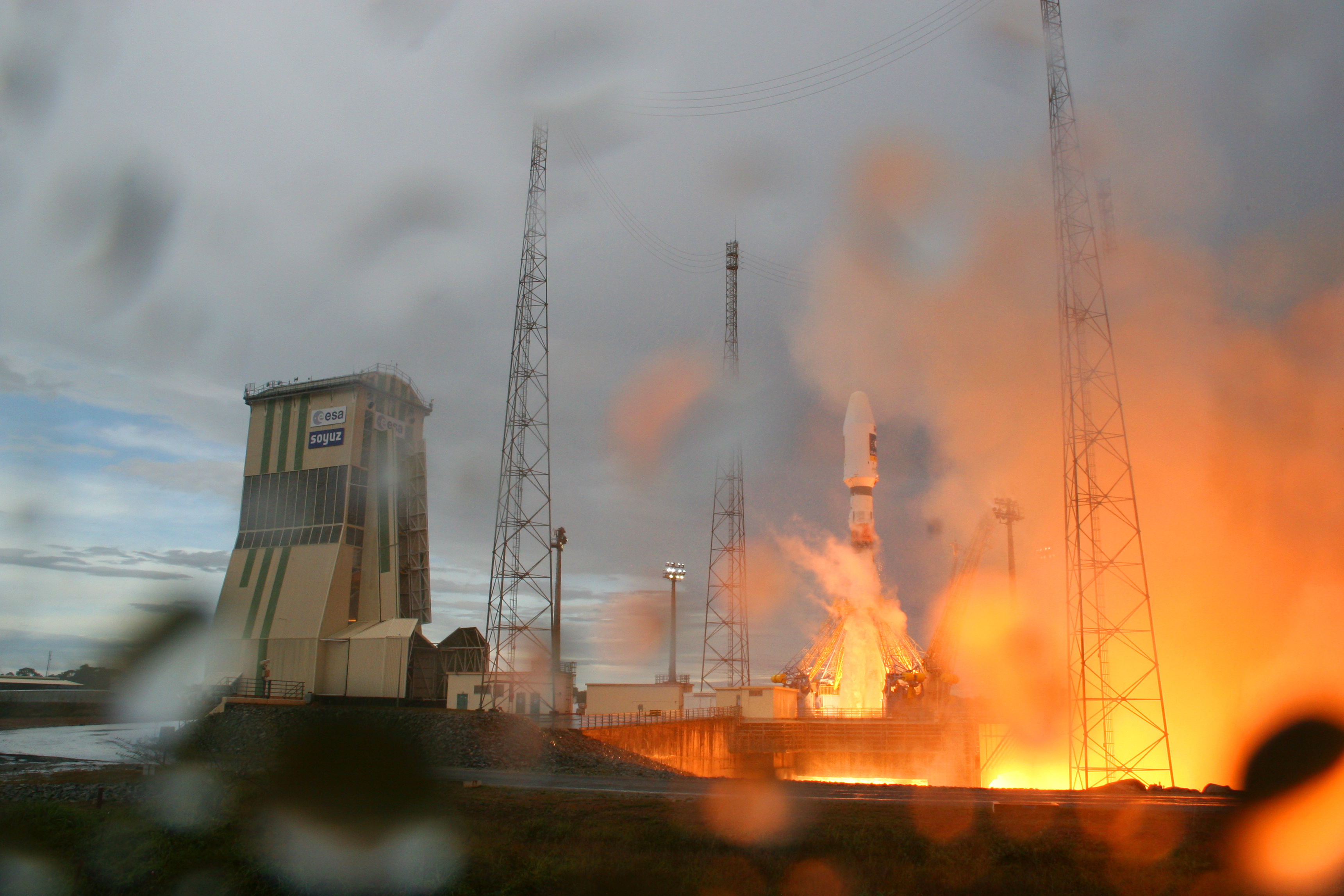
Guyanské kosmické centrum